# Ilze Ose
Ilze Ose, coniugata Hlebovicka (Riga, 17 gennaio 1975), è un'ex cestista e allenatrice di pallacanestro lettone, guardia di 175 cm.

## Carriera
Nella stagione 2006-07 ha giocato nella Pallacanestro Ribera, dove è arrivata a gennaio, disputando 14 partite e realizzando 50 punti totali.
Nel 2007 è stata convocata per gli Europei in Italia con la maglia della nazionale di pallacanestro femminile della Lettonia.